# Potentilla iranica
Potentilla iranica är en rosväxtart som först beskrevs av Karl Heinz Rechinger, och fick sitt nu gällande namn av Schiman-czeika. Potentilla iranica ingår i Fingerörtssläktet som ingår i familjen rosväxter. Inga underarter finns listade i Catalogue of Life.